# Ćetojevići
Ćetojevići (cyr. Ћетојевићи) – wieś w Bośni i Hercegowinie, w Republice Serbskiej, w gminie Laktaši. W 2013 roku liczyła 202 mieszkańców.